# Sokodé
Sokodé là thủ phủ của vùng Centrale, Togo. Với dân số 189.000 người (2015), đây là thành phố lớn thứ hai của nước này. Sokodé nằm cách thủ đô Lomé 339 km, giữa sông Mo và sông Mono. Đây là một trung tâm thương mại quan trọng trong khu vực.

## Địa lý
Sokodé có mạng lưới đồi và sông ngòi dày đặc. Độ cao trung bình của thành phố là 340 m so với mực nước biển.

### Khí hậu
Sokodé có khí hậu nhiệt đới với hai mùa rõ rệt: mùa mưa kéo dài từ tháng 4 đến tháng 10, trong khi mùa khô bao gồm các tháng còn lại. Lượng mưa dao động từ 1.200 đến 1.500 mm mỗi năm. Nhiệt độ trung bình của thành phố là 26 °C.
| Dữ liệu khí hậu của Sokodé               | Dữ liệu khí hậu của Sokodé | Dữ liệu khí hậu của Sokodé | Dữ liệu khí hậu của Sokodé | Dữ liệu khí hậu của Sokodé | Dữ liệu khí hậu của Sokodé | Dữ liệu khí hậu của Sokodé | Dữ liệu khí hậu của Sokodé | Dữ liệu khí hậu của Sokodé | Dữ liệu khí hậu của Sokodé | Dữ liệu khí hậu của Sokodé | Dữ liệu khí hậu của Sokodé | Dữ liệu khí hậu của Sokodé | Dữ liệu khí hậu của Sokodé |
| Tháng                                    | 1                          | 2                          | 3                          | 4                          | 5                          | 6                          | 7                          | 8                          | 9                          | 10                         | 11                         | 12                         | Năm                        |
| ---------------------------------------- | -------------------------- | -------------------------- | -------------------------- | -------------------------- | -------------------------- | -------------------------- | -------------------------- | -------------------------- | -------------------------- | -------------------------- | -------------------------- | -------------------------- | -------------------------- |
| Cao kỉ lục °C (°F)                       | 40.5 (104.9)               | 41.0 (105.8)               | 40.5 (104.9)               | 40.5 (104.9)               | 38.0 (100.4)               | 36.5 (97.7)                | 38.5 (101.3)               | 38.0 (100.4)               | 35.7 (96.3)                | 40.5 (104.9)               | 39.9 (103.8)               | 38.0 (100.4)               | 41.0 (105.8)               |
| Trung bình ngày tối đa °C (°F)           | 34.1 (93.4)                | 35.5 (95.9)                | 35.4 (95.7)                | 33.9 (93.0)                | 32.3 (90.1)                | 30.4 (86.7)                | 28.9 (84.0)                | 28.6 (83.5)                | 29.7 (85.5)                | 31.8 (89.2)                | 33.7 (92.7)                | 33.6 (92.5)                | 32.3 (90.1)                |
| Trung bình ngày °C (°F)                  | 26.3 (79.3)                | 28.0 (82.4)                | 28.7 (83.7)                | 27.9 (82.2)                | 26.7 (80.1)                | 25.5 (77.9)                | 24.4 (75.9)                | 24.0 (75.2)                | 24.8 (76.6)                | 25.6 (78.1)                | 26.4 (79.5)                | 25.9 (78.6)                | 26.2 (79.2)                |
| Tối thiểu trung bình ngày °C (°F)        | 17.6 (63.7)                | 19.8 (67.6)                | 21.8 (71.2)                | 22.2 (72.0)                | 21.7 (71.1)                | 21.0 (69.8)                | 20.7 (69.3)                | 20.0 (68.0)                | 20.4 (68.7)                | 20.2 (68.4)                | 18.1 (64.6)                | 17.2 (63.0)                | 20.1 (68.2)                |
| Thấp kỉ lục °C (°F)                      | 10.0 (50.0)                | 11.0 (51.8)                | 15.8 (60.4)                | 18.0 (64.4)                | 18.0 (64.4)                | 16.0 (60.8)                | 16.0 (60.8)                | 16.8 (62.2)                | 15.5 (59.9)                | 16.0 (60.8)                | 11.0 (51.8)                | 10.0 (50.0)                | 10.0 (50.0)                |
| Lượng Giáng thủy trung bình mm (inches)  | 4.9 (0.19)                 | 17.4 (0.69)                | 65.7 (2.59)                | 103.0 (4.06)               | 138.8 (5.46)               | 186.5 (7.34)               | 233.1 (9.18)               | 246.2 (9.69)               | 252.8 (9.95)               | 117.0 (4.61)               | 19.7 (0.78)                | 11.7 (0.46)                | 1.396,7 (54.99)            |
| Số ngày giáng thủy trung bình (≥ 1.0 mm) | 0                          | 1                          | 5                          | 8                          | 11                         | 13                         | 16                         | 18                         | 16                         | 8                          | 1                          | 1                          | 97                         |
| Độ ẩm tương đối trung bình (%)           | 35                         | 49                         | 64                         | 71                         | 76                         | 82                         | 84                         | 85                         | 86                         | 80                         | 69                         | 54                         | 70                         |
| Số giờ nắng trung bình tháng             | 262.9                      | 243.1                      | 235.0                      | 214.7                      | 220.2                      | 174.8                      | 124.7                      | 110.4                      | 135.5                      | 213.9                      | 250.6                      | 256.0                      | 2.441,8                    |
| Nguồn 1: Deutscher Wetterdienst          |                            |                            |                            |                            |                            |                            |                            |                            |                            |                            |                            |                            |                            |
| Nguồn 2: NOAA Meteo Climat               |                            |                            |                            |                            |                            |                            |                            |                            |                            |                            |                            |                            |                            |

## Kinh tế
Nền kinh tế của Sokodé chủ yếu dựa vào thương mại và thủ công mỹ nghệ. Những hoạt động công nghiệp tại đây bao gồm tỉa hạt bông và chế biến đường.
Người dân địa phương trồng ngô, sắn, khoai mỡ, tiêu và đậu ở khu vực ngoại thành. Bò là loại gia súc chính trong vùng này.

## Giao thông
Sokodé được nối với Kara và thủ đô Lomé bằng đường bộ. Thành phố cũng có một sân bay nhỏ.

## Thể thao
Thành phố có hai câu lạc bộ bóng đá chuyên nghiệp là AC Semassi FC và Tchaoudjo AC.

## Người nổi tiếng
- Kotokro – nhà sáng lập của Sokodé
- Zarifou Ayéva – chính trị gia[7][8]
- Mohamed Kader – cầu thủ bóng đá
- Edem Kodjo – cựu Thủ tướng Togo
- Assimiou Touré – cầu thủ bóng đá